# حسگر پیزوالکتریک

دیسک پیزوالکتریک در اثر تغییر شکل اختلاف پتانسیل ایجاد می‌کند (تغییر شکل بسیار اغراق‌آمیز است)

حسگر پیزوالکتریک (به انگلیسی: piezoelectric sensor) حسگری است که براساس اثر پیزوالکتریک عمل می‌کند. پیزوالکتریک پدیده ای است که در صورت اعمال تنش مکانیکی روی ماده، برق تولید می‌شود. حسگری که از اثر پیزوالکتریک استفاده می‌کند، برای اندازه‌گیری تغییرات فشار، شتاب، دما، کشش و نیرو با تبدیل آنها به بار الکتریکی، حسگر پیزوالکتریک نامیده می‌شود. پیشوند پیزو در زبان یونانی به معنای «پرس» یا «فشار» است.

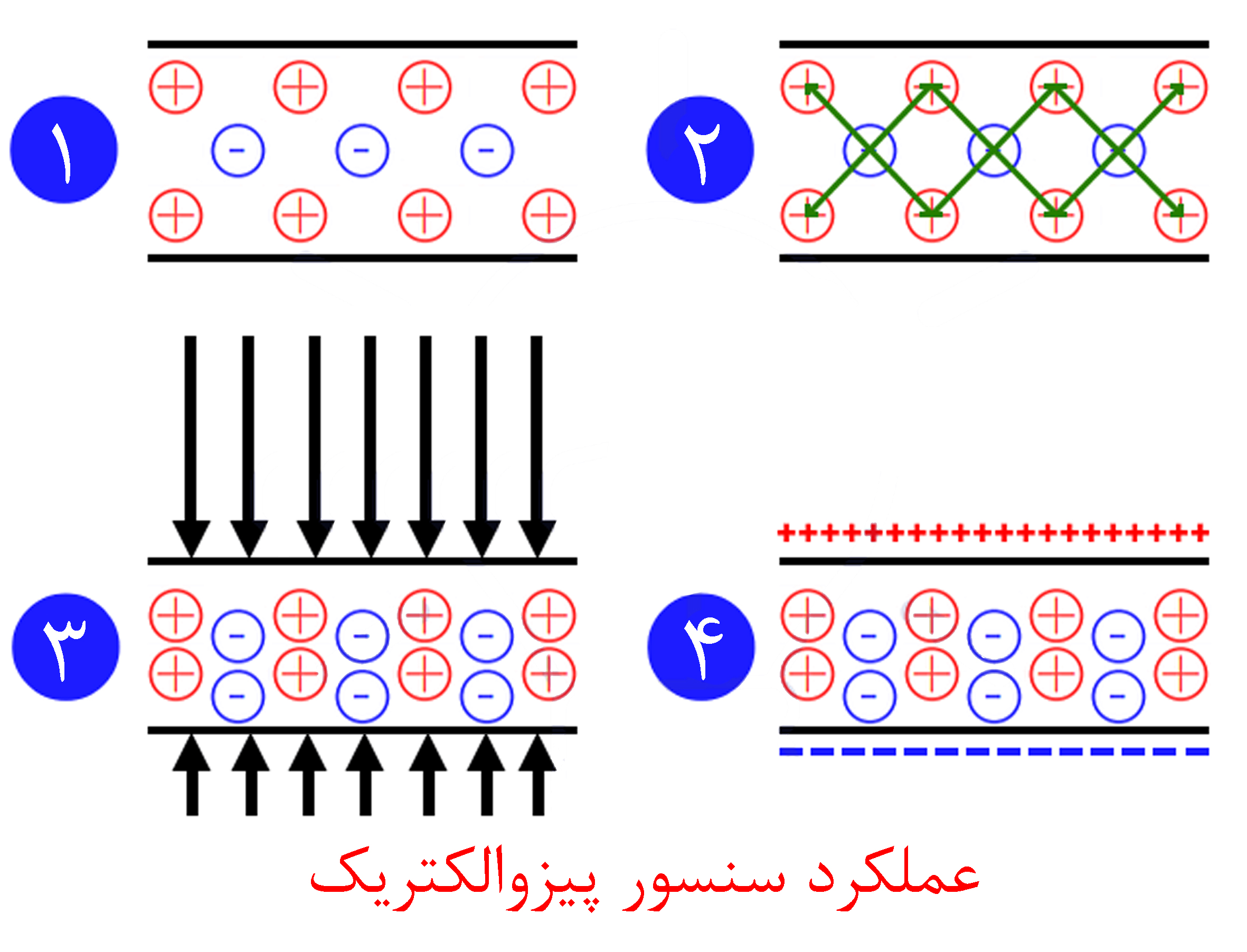
عملکرد حسگر پیزوالکتریک

## عملکرد حسگر پیزوالکتریک
وقتی فشار یا شتاب به مادهٔ پیزوالکتریک اعمال می‌شود، مقدار تعادلی از بار الکتریکی در دو سر کریستال ایجاد می‌شود. بار الکتریکی تولید شده با فشار اعمالی نسبت خواهد داشت. در فشار ثابت، سیگنال خروجی صفر خواهد بود از این رو حسگر پیزوالکتریک را نمی‌توان برای اندازه‌گیریِ فشار ثابت استفاده کرد. کارکرد حسگر پیزوالکتریک را می‌توان به این صورت خلاصه کرد:
1. در کریستال پیزوالکتریک، تغییرات دقیقاً به صورت آرایش نامتقارن متوازن هستند.
2. اثر بارها با همدیگر حذف شده و بنابراین، هیچ باری در دو سمت کریستال دیده نمی‌شود.
3. وقتی کریستال فشرده می‌شود، تغییرات در کریستال نامتوازن می‌شود.
4. بنابراین، اثر بارها دیگر باهم حذف نشده و بار مثبت یا منفی خالص بر روی سمت مخالف کریستال پدیدار می‌شود.
5. بنابراین، با فشرده کردن کریستال، ولتاژ در دو سر سمت مخالف ایجاد می‌شود.[۱]

## کاربردها

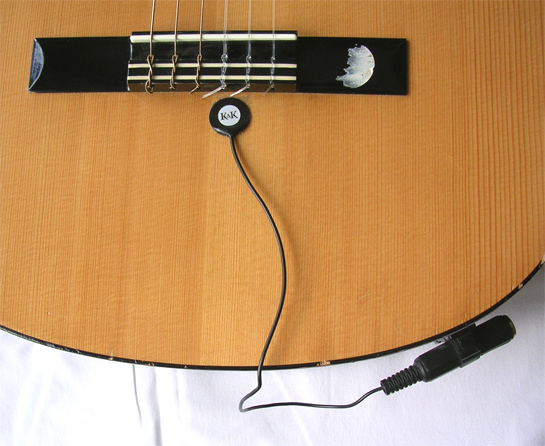
مرتبط

حسگرهای پیزوالکتریک ابزاری متنوع برای اندازه‌گیری فرایندهای مختلف هستند. آنها برای تضمین کیفیت، کنترل فرایند و تحقیقات و توسعه در بسیاری از صنایع مورد استفاده قرار می‌گیرند. پیر کوری اثر پیزوالکتریک را در سال ۱۸۸۰ کشف کرد، امّا تنها در دهه ۱۹۵۰ تولیدکنندگان شروع به استفاده از اثر پیزوالکتریک در کاربردهای سنجش صنعتی کردند. از آن زمان، این اصل اندازه‌گیری به‌طور فزاینده‌ای مورد استفاده قرار گرفته و به یک فناوری تکامل یافته و با قابلیت اطمینان ذاتی عالی تبدیل شده‌است.
آنها با موفقیت در کاربردهای مختلفی از جمله در پزشکی، هوافضا، ابزار هسته‌ای و به عنوان یک حسگر شیب در لوازم الکترونیکی مصرفی یا یک حسگر فشار در لنت‌های لمسی تلفن‌های همراه استفاده شده‌اند. در صنعت خودرو از عناصر پیزوالکتریک برای نظارت بر احتراق هنگام توسعه موتورهای احتراق داخلی استفاده می‌شود. این حسگرها مستقیماً در سوراخ‌های اضافی در داخل سیلندر سوار می‌شوند یا شمع جرقه/ شمع گرم‌کن به یک حسگر پیزوالکتریک مینیاتوری داخلی مجهز شده‌است.

### حسگرهای فشار پیزومقاومتی
این حسگرها برای اندازه‌گیریِ فشار دینامیک استفاده می‌شوند. اندازه‌گیری فشار دینامیک شامل توربولانس، احتراق موتور و غیره می‌شود. تغییرات فشار در مایع‌ها و گازها در اندازه‌گیریِ فشار سیلندر و فرایند هیدرولیک را می‌توان با استفاده از اعمال نیرو به دیافراگم پیزوالکتریک اندازه‌گیری کرد؛ با اعمال نیرو، در دو سر کریستال بار الکتریکی تولید می‌شود. خروجی به صورت ولتاژ اندازه‌گیری می‌شود که با فشار اعمالی تناسب دارد.

### فرستنده و گیرندهٔ فراصوت با کریستال‌های پیزوالکتریک
حسگرهای فراصوت، موج‌های فراصوت تولید می‌کنند. وقتی فرستنده و گیرنده در یک دست قرار گرفته‌است، جایگاه آن تغییر کرده و موج فراصوت از بخش‌های بدنی که باید تحلیل و تجسم شوند عبور می‌کند. موج‌های صوتی از بافت بدن ارسال می‌شوند. موج‌ها منعکس شده و تصویری از بافت ایجاد می‌شود. این اصول کار یک سامانه تصویربرداری فراصوت است. در اینجا، کریستال‌های پیزوالکتریک به قسمت جلویی فرستنده/گیرنده متصل است که کمک می‌کند موج‌های فراصوت تولید شوند. الکترودهایی نیز به عنوان گره اتصال بین کریستال‌ها و ماشین وجود دارد. وقتی سیگنال الکتریکی به کریستال اعمال می‌شود، به دلیل ویبراسیون، موج فراصوتی با فرکانس‌های بین ۱٫۵ و ۸ مگاهرتز تولید می‌کند.

## مقایسه با دیگر حسگرها
به‌طورکلی دو نوع حسگر وجود دارد: حسگرهای فعال و غیرفعال. حسگری فعال نامیده می‌شود که هیچ منبع توان خارجی برای اندازه‌گیری لازم نباشد. حسگرهای پیزوالکتریک از نوع فعال می‌باشند، زیرا بار الکتریکی حاصل از عنصر هدایتی (یک جسم پیزوالکتریک) در پاسخ یک بار مکانیکی می‌تواند نمایان شود. اغلب حسگرهای دیگر از نوع غیرفعال هستند، یعنی به‌طور مستقیم یک خروجی ایجاد نمی‌کنند، در عوض خواص الکتریکی خود را (مقاومت، توان الکتریکی یا مقاومت القایی) نسبت به مولفه مورد اندازه‌گیری تغییر می‌دهند. چنین تغییری تنها می‌تواند با به‌کارگیری یک منبع توان خارجی که نمایانگر سیگنال خروجی است، به صورت تغییر در جریان الکتریکی یا ولتاژ حاصل شود. جدول زیر مقایسه مشخصات حسگر پیزو در مقابل انواع دیگر را ارائه می‌دهد:
| منبع هدایت  | حساسیت کرنش [V/µε] | مقدار آستانه [µε] | ظرفیت تا نسبت آستانه |
| ----------- | ------------------ | ----------------- | -------------------- |
| پیزوالکتریک | ۵٫۰                | ۰٫۰۰۰۰۱           | ۱۰۰٬۰۰۰٬۰۰۰          |
| پیزومقاومتی | ۰٫۰۰۰۱             | ۰٫۰۰۰۱            | ۲٬۵۰۰٬۰۰۰            |
| القایی      | ۰٫۰۰۱              | ۰٫۰۰۰۵            | ۲٬۰۰۰٬۰۰۰            |
| خازنی       | ۰٫۰۰۵              | ۰٫۰۰۰۱            | ۷۵۰٬۰۰۰              |
| مقاومتی     | ۰٫۰۰۰۰۰۵           | ۰٫۰۱              | ۵۰٬۰۰۰               |

مزیت‌های اصلی حسگر پیزوالکتریک
- استحکام بسیار بالا (انحراف اندازه‌گیری معمولاً در حدود میکرومتر است)
- فرکانس طبیعی بالا (تا بالای 500 کیلوهرتز)
- محدوده اندازه‌گیری بسیار گسترده (نسبت آستانهٔ اندازه‌گیری تا بیش از ۱۰۸)
- قابلیت تکثیر بسیار بالا
- خطیت بالای وابستگی خروجی به مولفه مورد اندازه‌گیری
- محدوده دمای عملیاتی گسترده
- عدم حساسیت به میدان الکتریکی و مغناطیسی و تشعشعی

تنها مشکل حسگرهای پیزوالکتریک این است که به‌طور ذاتی قابلیت اندازه‌گیری در حالت ایستا را در طول یک دورهٔ زمان طولانی ندارند. علت این است که هیچ ماده ای با مقاومت عایقی نامحدود و لوله‌های خلأ یا نیم‌رساناهای کاملاً مستقل از جریان‌های نشتی وجود ندارد. (که از ملزومات اندازه‌گیری حقیقی استاتیک با حسگرهای پیزوالکتریک می‌باشند) حسگرهای غیرفعال این محدودیت را ندارند، زیرا تغییر خواص الکتریکی ناشی از اندازه‌گیری تا زمانی که مولفه با مقدار یکسان روی حسگر عمل‌کند، به‌طور ذاتی باقی خواهد ماند و در طول یک دوره زمانی نامحدود توسط منبع توان خارجی نمایان شود.

## طرح حسگر

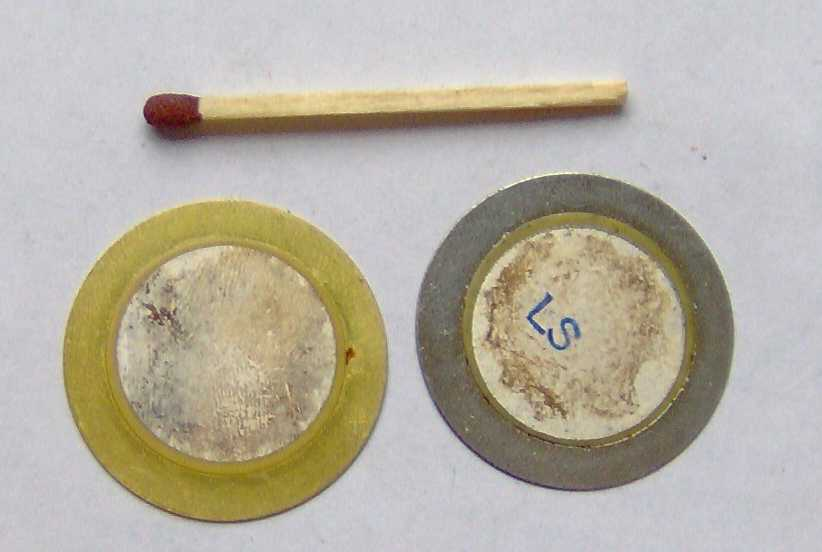
دیسک‌های فلزی با مواد پیزوالکتریک، که در زنگ‌ها یا میکروفون‌های تماسی استفاده می‌شود

براساس فناوری پیزوالکتریک می‌توان کمیت‌های مختلف فیزیکی را اندازه‌گیری کرد که متداول‌ترین آنها فشار و شتاب است. برای حسگرهای فشار، از یک غشای نازک و یک پایه عظیم استفاده می‌شود تا اطمینان حاصل شود که فشار وارد شده به‌طور خاص، عناصر را در یک جهت بارگیری می‌کند. برای شتاب سنج‌ها، یک جرم (توده) لرزه‌ای به عناصر کریستال متصل است. وقتی شتاب سنج حرکتی را تجربه می‌کند، توده لرزه‌ای ثابت عناصر را طبق قانون دوم حرکت نیوتون بار می‌کند {\displaystyle F=ma}.
تفاوت اصلی در اصل کار بین این دو حالت نحوه اعمال نیرو بر عناصر حسگر است. در یک حسگر فشار، یک غشای نازک نیرو را به عناصر منتقل می‌کند، درحالی‌که در شتاب سنج‌ها یک توده لرزه ای متصل، نیروها را اعمال می‌کند. حسگرها اغلب به بیش از یک کمیت فیزیکی حساس هستند. حسگرهای فشار وقتی در معرض لرزش قرار می‌گیرند سیگنال کاذب را نشان می‌دهند؛ بنابراین حسگرهای پیچیده فشار علاوه بر عناصر سنجش فشار از عناصر جبران‌کننده شتاب نیز استفاده می‌کنند. با تطبیق دقیق آن عناصر، سیگنال شتاب (آزاد شده از عنصر جبران‌کننده) از سیگنال ترکیبی فشار و شتاب کم می‌شود تا اطلاعات فشار واقعی بدست آید.
حسگرهای لرزش همچنین می‌توانند انرژی هدر رفته در اثر ارتعاشات مکانیکی را برداشت کنند. این امر با استفاده از مواد پیزوالکتریک برای تبدیل کرنش مکانیکی به انرژی الکتریکی قابل استفاده محقق می‌شود.

## مواد سنجش
از سه گروه اصلی مواد برای حسگرهای پیزوالکتریک استفاده می‌شود: سرامیک پیزوالکتریک، مواد تک بلوری و مواد پیزوالکتریک فیلم نازک. مواد سرامیکی (مانند سرامیک PZT) دارای ثابت/حساسیت پیزوالکتریک هستند که تقریباً دو مرتبه بزرگتر از مواد طبیعی تک بلوری است و می‌تواند با فرآیندهای ارزان تولید شود. اثر پیزو سرامیک «آموزش دیده» است، بنابراین حساسیت زیاد آنها با گذشت زمان تخریب می‌شود. این تخریب با افزایش دما ارتباط زیادی دارد.
مواد کم حساس، طبیعی و تک بلوری (فسفات گالیم، کوارتز، تورمالین) از ثبات طولانی مدت - درصورت دقت زیاد، تقریباً نامحدود - برخوردار هستند. همچنین مواد تک بلوری جدیدی مانند سرب منیزیم نیوبات-تیتانات سرب (PMN-PT) در دسترس هستند. این مواد حساسیت بهتری نسبت به PZT ارائه می‌دهند اما حداکثر دمای کار آنها پایین‌تر است و به دلیل چهار ترکیب در مقابل سه ماده مرکب PZT در حال حاضر ساخت آنها پیچیده‌تر است.
مواد پیزوالکتریک فیلم نازک را می‌توان با استفاده از روش‌های پراکندگی، CVD (لایه‌نشانی بخار شیمیایی)، ALD (اپیتاکسی لایه اتمی) و غیره تولیدکرد. از مواد پیزوالکتریک فیلم نازک در مواردی استفاده می‌شود که در روش اندازه‌گیری از فرکانس بالا (> ۱۰۰ مگاهرتز) استفاده شده یا از اندازه کوچک در برنامه استفاده می‌شود.